# أندرو باول (متسابق بياثل)
أندرو باول (بالإنجليزية: Andrew Paul)‏ هو متسابق بياثل أسترالي، ولد في 15 أغسطس 1961.

## وصلات خارجية
- أندرو باول على موقع أوليمبيديا (الإنجليزية)
- أندرو باول على موقع اللجنة الأولمبية الأسترالية (الإنجليزية)